# Красный Яр (Прокопьевский район)
Красный Яр — упразднённый посёлок в Прокопьевском районе Кемеровской области России. На момент упразднения входил в состав Большеталдинского сельского поселения. Исключён из учётных данных в 2000 году.

## География
Посёлок располагался на правом берегу реки Кыргай, на расстоянии приблизительно 2 км по прямой к северо-востоку от села Большая Талда.

## История
Законом Кемеровской области от 25 октября 2000 года № 708 посёлок исключен из учётных данных.

## Население
| 1970 | 1979 | 1989 |
| ---- | ---- | ---- |
| 84   | ↘62  | ↘20  |